# Else Ulbrich

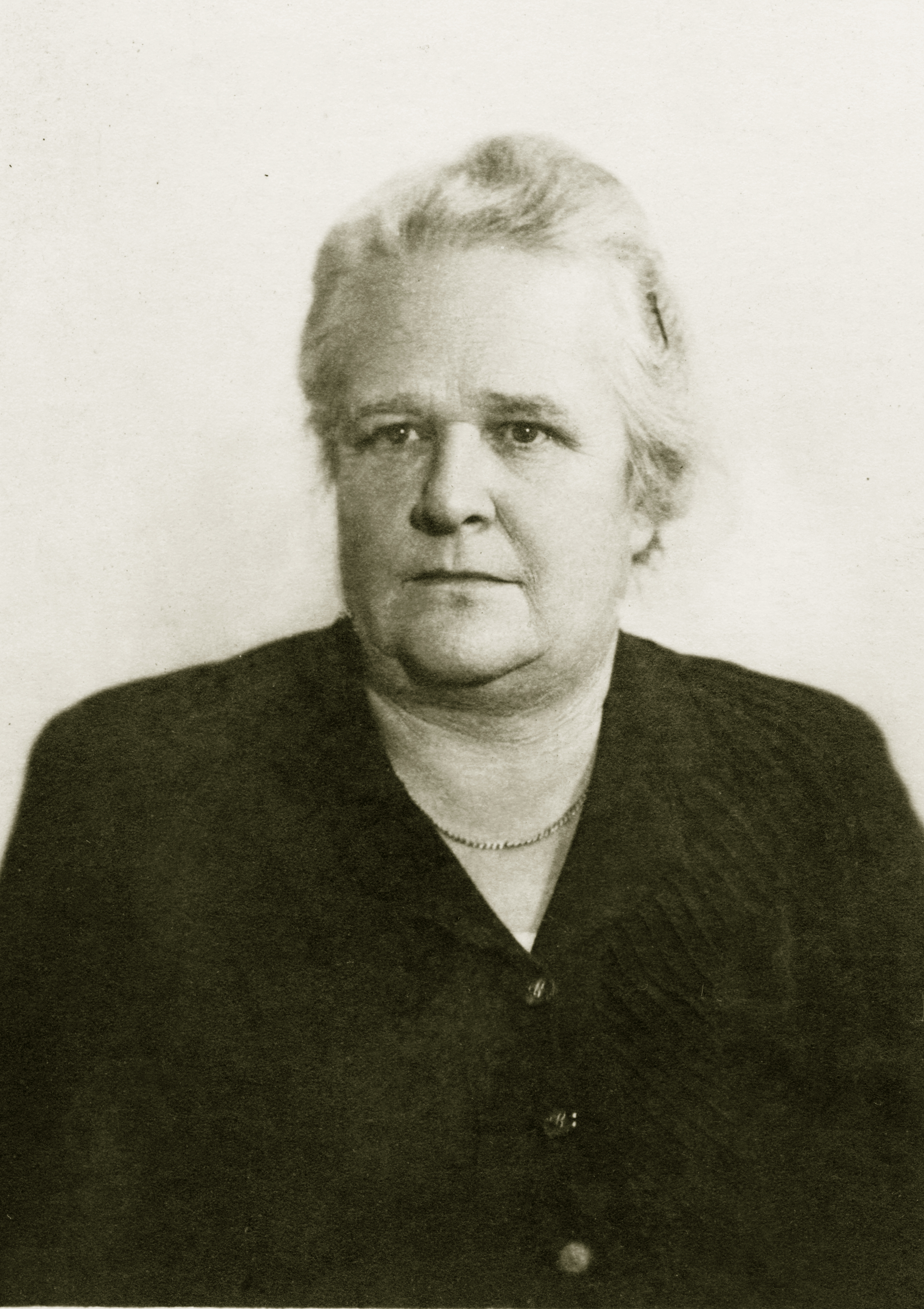
Passbild von 1950

Else Ulbrich (* 8. März 1891 in Berlin; † 26. März 1954 ebenda) war eine deutsche Politikerin (DNVP, CSVD, später CDU).

## Leben
Else wurde als erstes Kind von Ferdinand und Wilhelmine Roeske in Berlin geboren. Sie hatte einen jüngeren Bruder und zwei Halbgeschwister. Ihre Mutter betrieb eine Schneiderstube, der Vater war Hucker auf dem Bau.
Nach dem Volksschulabschluss absolvierte Else eine Schneiderinnenlehre in der Damenkonfektion. Sie besuchte kurzzeitig die Zuschneiderakademie und arbeitete fortan als Schneiderin in Heimarbeit. Neben ihrer beruflichen Tätigkeit engagierte sie sich in der Christlichen Gewerkschaft. Sie schloss sich dem Gewerkverein der Heimarbeiterinnen Deutschlands an, wurde dort von Margarete Behm geschult und war später Vorstandsmitglied der Organisation. Außerdem war sie Vorstandsmitglied des Berliner Hausfrauenbundes und im Kirchlich-Sozialen Bund aktiv. Am 12. Oktober 1914 heiratete sie Josef Ulbrich.
Ulbrich trat während der Zeit der Weimarer Republik in die Deutschnationale Volkspartei (DNVP) ein und war von 1921 bis 1928 Mitglied der Bezirksverordnetenversammlung in Berlin-Kreuzberg. Im Mai 1928 wurde sie als Abgeordnete in den Preußischen Landtag gewählt. Im Januar 1930 trat sie gemeinsam mit Wilhelm Lindner aus der DNVP aus und wechselte zum Christlich-Sozialen Volksdienst (CSVD) über. Sie war nunmehr fraktionslos und schied 1932 aus dem Parlament aus.
Nach dem Zweiten Weltkrieg setzte Ulbrich ihre politische Karriere fort. Sie trat in die CDU ein und war von April 1946 bis 1951 wiederum Bezirksverordnete in Berlin-Kreuzberg. Im Dezember 1950 erfolgte ihre Wahl ins Berliner Abgeordnetenhaus, dem sie von Januar 1951 bis zu ihrem Tode angehörte. In der Nachkriegszeit wirkte sie ehrenamtlich am Berliner Oberwaltungsgericht und war zudem als Mitarbeiterin für Zeitungen und Zeitschriften tätig.